# Liste des longs métrages grecs proposés à l'Oscar du meilleur film international
La Grèce a présenté des films pour l'Oscar du meilleur film international. Ce prix est décerné chaque année par l'Académie des arts et sciences du cinéma des États-Unis à un long métrage produit en dehors des États-Unis et contenant principalement des dialogues en langue autre que l'anglais. Il a été créé à l'occasion de la cérémonie des Oscars de 1956, au cours de laquelle un prix de mérite compétitif, connu sous le nom de prix du meilleur film en langue étrangère, a été créé pour les films ne parlant pas l'anglais, et il est décerné chaque année depuis lors.
Pour la 78e cérémonie des Oscars, la Grèce a sélectionné Les Mariées, mais le film a été jugé inéligible parce qu'il était en anglais.
Dans les années 1990, la loi grecque sur le cinéma stipulait que le vainqueur de la compétition de films grecs au festival international du film de Thessalonique représenterait la Grèce aux Oscars l'année suivante. Après que des films grecs principalement en anglais (et donc inéligibles pour le prix du film en langue étrangère) ont remporté le prix en 2005 et 2007, la Grèce a décidé de réviser le processus de sélection. Depuis 2008, la sélection grecque est déterminée par un comité ad hoc nommé sous les auspices du ministère grec de la Culture. Le premier film sélectionné selon les nouvelles règles a été Réparation (gl), car El Greco, les ténèbres contre la lumière contenait trop d'anglais pour être retenu.
Cet article présente la liste des longs métrages grecs proposés à l'Oscar du meilleur film international.

## Films proposés
Depuis 1956, l'Académie des arts et sciences du cinéma des États-Unis invite les industries cinématographiques de différents pays à soumettre leur meilleur film pour l'Oscar du meilleur film en langue étrangère devenu Oscar du meilleur film international. Le comité du prix du film en langue étrangère supervise le processus et examine tous les films soumis. Il vote ensuite à bulletin secret pour déterminer les cinq nommés.
Ci-dessous se trouve une liste des films soumis par la Grèce à l'examen de l'Académie, classés par année de soumission et par cérémonie de remise des Oscars.
| Année (Cérémonie) | Titre français                            | Titre original                        | Réalisateur               | Résultat   |
| ----------------- | ----------------------------------------- | ------------------------------------- | ------------------------- | ---------- |
| 1958 (30e)        | La Lagune des désirs                      | Η λίμνη των πόθων                     | Giorgos Zervos            | Non nommé  |
| 1963 (35e)        | Électre                                   | Ηλέκτρα                               | Michel Cacoyannis         | Nomination |
| 1964 (36e)        | Les Lanternes rouges                      | Τα κόκκινα φανάρια                    | Vasílis Georgiádis        | Nomination |
| 1965 (37e)        | Trahison                                  | Προδοσία                              | Kóstas Manoussákis        | Non nommé  |
| 1966 (38e)        | Terre sanglante                           | Το χώμα βάφτηκε κόκκινο               | Vasílis Georgiádis        | Nomination |
| 1967 (39e)        | Dama spathi (el)                          | Ντάμα σπαθί                           | Giorgos Skalenakis (el)   | Non nommé  |
| 1969 (41e)        | Vyzantini rapsodia (gl)                   | Βυζαντινή Ραψωδία                     | Giorgos Skalenakis (el)   | Non nommé  |
| 1970 (42e)        | Koritsia ston ilio (el)                   | Κορίτσια στον Ήλιο                    | Vasílis Georgiádis        | Non nommé  |
| 1976 (48e)        | Le Voyage des comédiens                   | Ο Θίασος                              | Theo Angelopoulos         | Non nommé  |
| 1978 (50e)        | Iphigénie                                 | Iφιγένεια                             | Michel Cacoyannis         | Nomination |
| 1982 (54e)        | L'Homme à l'œillet (el)                   | Ο άνθρωπος με το γαρίφαλο             | Nikos Tzimas              | Non nommé  |
| 1983 (55e)        | Ange (el)                                 | Άγγελος                               | Giorgos Katakouzinos (el) | Non nommé  |
| 1988 (60e)        | Theofilos                                 | Θεόφιλος                              | Lákis Papastáthis         | Non nommé  |
| 1989 (61e)        | Sti skia tou fovou (en)                   | Στη σκιά του τρόμου                   | Giorgos Karypidis         | Non nommé  |
| 1990 (62e)        | Paysage dans le brouillard                | Τοπίο στην ομίχλη                     | Theo Angelopoulos         | Non nommé  |
| 1991 (63e)        | Erotas sti hourmadia (en)                 | Έρωτας στη χουρμαδιά                  | Stavros Tsiolis           | Non nommé  |
| 1996 (68e)        | Le Regard d'Ulysse                        | Το Βλέμμα του Οδυσσέα                 | Theo Angelopoulos         | Non nommé  |
| 1998 (70e)        | I sfagi tou kokora (gl)                   | Η Σφαγή του Κόκορα                    | Andreas Pantzis           | Non nommé  |
| 1999 (71e)        | L'Éternité et Un Jour                     | Μια αιωνιότητα και μια μέρα           | Theo Angelopoulos         | Non nommé  |
| 2000 (72e)        | Garçons d'Athènes                         | Από την άκρη της πόλης                | Constantínos Giánnaris    | Non nommé  |
| 2001 (73e)        | Peppermint (en)                           | Peppermint (en)                       | Costas Kapakas            | Non nommé  |
| 2002 (74e)        | Enas ki enas (el)                         | Ένας κι ένας                          | Nikos Zapatinas (el)      | Non nommé  |
| 2003 (75e)        | To monon tis zois tou taxeidion (el)      | Το μόνον της ζωής του ταξείδιον       | Lákis Papastáthis         | Non nommé  |
| 2004 (76e)        | Penses-y (gl)                             | Θα το Μετανιώσεις                     | Katerina Evangelakou      | Non nommé  |
| 2005 (77e)        | Un ciel épicé                             | Πολίτικη Κουζίνα                      | Tassos Boulmetis (el)     | Non nommé  |
| 2007 (79e)        | La Chorale de Chariton (el)               | Η χωρωδία του Χαρίτωνα                | Grigoris Karantinakis     | Non nommé  |
| 2008 (80e)        | Eduart                                    | Eduart                                | Angeliki Antoniou (el)    | Non nommé  |
| 2009 (81e)        | Réparation (gl)                           | Διόρθωση                              | Thanos Anastopoulos       | Non nommé  |
| 2010 (82e)        | Oi sklavoi sta desma tous (el)            | Οι Σκλάβοι στα Δεσμά τους             | Adonis Lykouresis (el)    | Non nommé  |
| 2011 (83e)        | Canine                                    | Κυνόδοντας                            | Yórgos Lánthimos          | Nomination |
| 2012 (84e)        | Attenberg                                 | Attenberg                             | Athiná-Rachél Tsangári    | Non nommé  |
| 2013 (85e)        | Adikos kosmos                             | Άδικος Κόσμος                         | Fílippos Tsítos           | Non nommé  |
| 2014 (86e)        | To agori troei to fagito tou pouliou      | Το Αγόρι Τρώει το Φαγητό του Πουλιού  | Ektoras Lygizos           | Non nommé  |
| 2015 (87e)        | Mikra Anglia                              | Μικρά Αγγλία                          | Pantelís Voúlgaris        | Non nommé  |
| 2016 (88e)        | Xenia                                     | Ξενία                                 | Panos H. Koutras          | Non nommé  |
| 2017 (89e)        | Chevalier                                 | Chevalier                             | Athiná-Rachél Tsangári    | Non nommé  |
| 2018 (90e)        | Plateia Amerikis (el)                     | Πλατεία Αμερικής                      | Yannis Sakaridis          | Non nommé  |
| 2019 (91e)        | Polyxeni: Mia istoria apo tin Poli (el)   | Πολυξένη: Μια ιστορία από την Πόλη    | Dora Masklavanou          | Non nommé  |
| 2020 (92e)        | Quand les tomates rencontrent Wagner (gl) | Όταν ο Βάγκνερ Συνάντησε τις Ντομάτες | Marianna Economou         | Non nommé  |
| 2021 (93e)        | Apples                                    | Μήλα                                  | Christos Nikou            | Non nommé  |
| 2022 (94e)        | Digger                                    | Digger                                | Djórdjis Grigorákis       | Non nommé  |
| 2023 (95e)        | Magnitika pedia (gl)                      | Μαγνητικά Πεδία                       | Yorgos Gousis             | Non nommé  |
| 2024 (96e)        | Derrière les roseaux (el)                 | Πίσω από τις θημωνιές                 | Asimina Proedrou          | Non nommé  |
| 2025 (97e)        | Fonissa (el)                              | Φόνισσα                               | Eva Nathena               | En attente |